# Safenwil

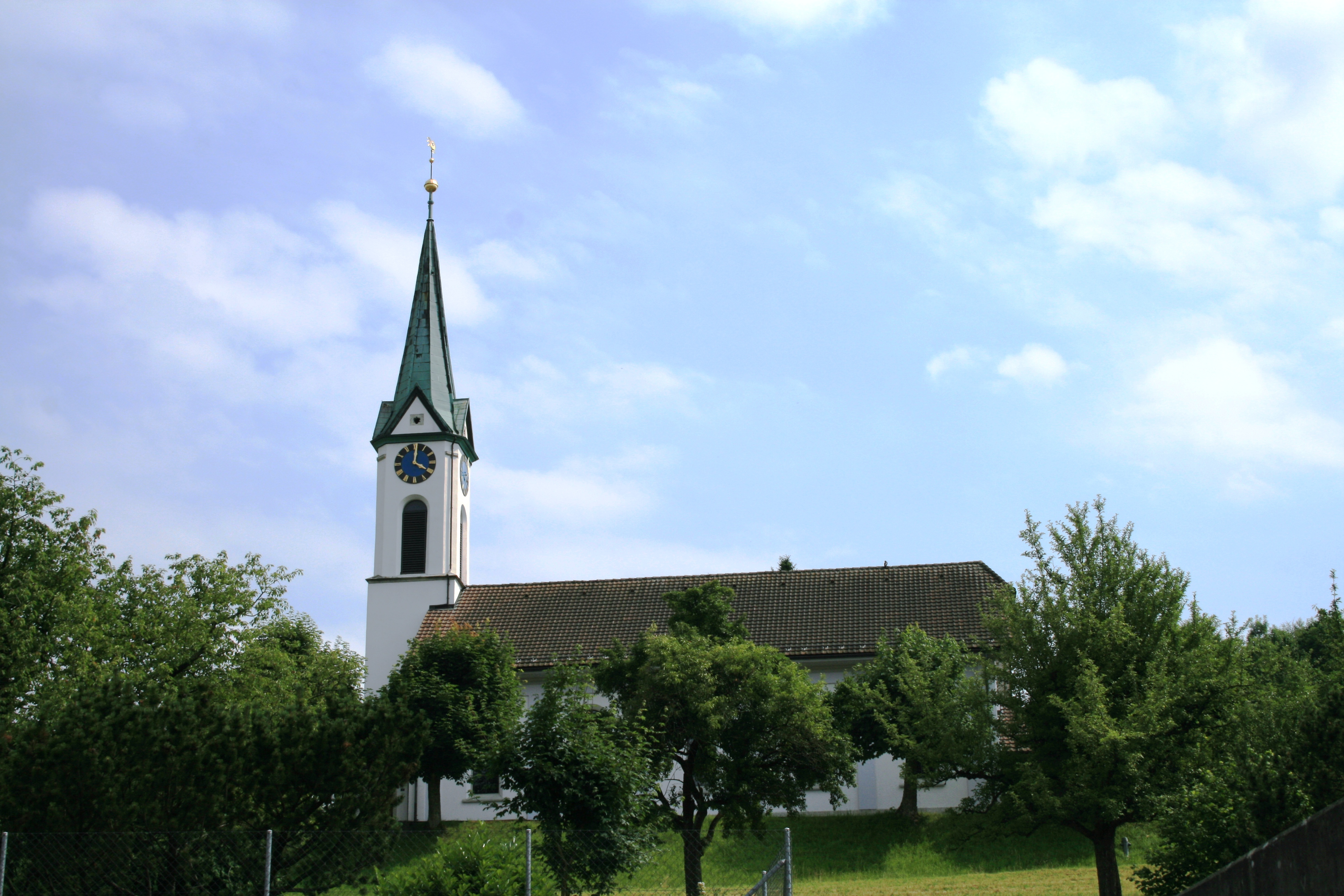
Church of Safenwil

Safenwil is een gemeente en plaats in het Zwitserse kanton Aargau en maakt deel uit van het district Zofingen.
Safenwil telt 3.595 inwoners.